# انتخابات مجلس الأمن التابع للأمم المتحدة 1988
أُجريت انتخابات مجلس الأمن التابع للأمم المتحدة لعام 1988 في 26 أكتوبر 1988 خلال الدورة الثالثة والأربعين للجمعية العامة للأمم المتحدة، التي عقدت في مقر الأمم المتحدة في مدينة نيويورك. انتخبت الجمعية العامة كندا وكولومبيا وإثيوبيا وفنلندا وماليزيا أعضاءً غير دائمين في مجلس الأمن التابع للأمم المتحدة لمدة عامين تبدأ في 1 يناير 1989.

## القواعد
يتألف مجلس الأمن من 15 مقعدا، يشغلها خمسة أعضاء دائمين وعشرة أعضاء غير دائمين. وفي كل عام، يتم انتخاب نصف الأعضاء غير الدائمين لمدة عامين.   ولا يجوز للعضو الحالي أن يترشح على الفور لإعادة انتخابه. 
وفقًا للقواعد التي يتم بموجبها تناوب المقاعد العشرة غير الدائمة في مجلس الأمن بين الكتل الإقليمية المختلفة التي تقسم إليها الدول الأعضاء في الأمم المتحدة تقليديًا لأغراض التصويت والتمثيل،  يتم تخصيص المقاعد الخمسة المتاحة على النحو التالي:
- مقعد للدول الأفريقية (تشغله زامبيا)
- مقعد لبلدان المجموعة الآسيوية (تسمى الآن مجموعة آسيا والمحيط الهادئ)[5] (تشغله اليابان)
- مقعد لأمريكا اللاتينية ومنطقة البحر الكاريبي (تشغله الأرجنتين)
- مقعدان لمجموعة أوروبا الغربية ودول أخرى (يشغلهما إيطاليا وألمانيا الغربية)

ولكي يتم انتخابه، يجب أن يحصل المرشح على أغلبية ثلثي الحاضرين والمصوتين. إذا كان التصويت غير حاسم بعد الجولة الأولى، فسيتم إجراء ثلاث جولات من التصويت المقيد، تليها ثلاث جولات من التصويت غير المقيد، وهكذا، حتى يتم الحصول على نتيجة. في التصويت المقيد، لا يجوز التصويت إلا على المرشحين الرسميين، بينما في التصويت غير المقيد، يجوز التصويت على أي عضو في مجموعة إقليمية معينة، باستثناء أعضاء المجلس الحاليين.

## النتيجة
وتم التصويت على ورقة اقتراع واحدة. وفي أعقاب الجولة الأولى، سحب ممثلو بنغلاديش ترشيحهم.
| الدولة                  | الجولة الأولى | الجولة الثانية | الجولة الثالثة |
| كولومبيا                | 154           | —              | —              |
| إثيوبيا                 | 144           | —              | —              |
| كندا                    | 127           | —              | —              |
| ماليزيا                 | 104           | 143            | —              |
| فنلندا                  | 100           | 99             | 110            |
| اليونان                 | 77            | 56             | 47             |
| بنغلاديش                | 55            | 5              | —              |
| الصومال                 | 3             | —              | —              |
| كوبا                    | 2             | —              | —              |
| جزر البهاما             | 1             | —              | —              |
| موريشيوس                | 1             | —              | —              |
| السودان                 | 1             | —              | —              |
| ممتنعون                 | 0             | 0              | 0              |
| بطاقات الاقتراع الباطلة | 0             | 0              | 1              |
| الأغلبية المطلوبة       | 105           | 106            | 105            |
| أوراق الاقتراع          | 157           | 158            | 158            |

## روابط خارجية
- وثيقة الأمم المتحدة A/43/PV.37 المحضر الرسمي لجلسة الجمعية العامة، 26 أكتوبر/تشرين الأول 1988
- وثيقة الأمم المتحدة A/59/881 مذكرة شفوية من البعثة الدائمة لكوستاريكا تحتوي على سجل لانتخابات مجلس الأمن حتى عام 2004